# Posti Group
Posti Group Oyj (de 2007 à 2014 Itella Oyj, avant 2007 Suomen Posti Oyj) est une entreprise finlandaise dont l’activité est divisée en quatre groupes d’opérations commerciales : Services du courrier, Services colis et logistique, Itella Russia et OpusCapita. 

## Présentation
Toutes les actions de l’entreprise sont détenues par l’État finlandais. En Finlande, Posti Oy a l’obligation générale de service par exemple assumer les services courrier et colis en semaine dans toutes les communes de la Finlande.
En 2013, le chiffre d’affaires de Posti s’élevait à 1 977 millions d’euros. Posti est au service de ses clients grâce à 26 000 professionnels.
L’histoire de Posti remonte à presque 400 ans. Les sociétés et les collectivités apportent 96 % du chiffre d’affaires. Les domaines d’activité clients les plus importants sont le commerce, les services et les médias. Dans la province d’Åland fonctionne un établissement postal indépendant, Posten Åland.
Le siège de Posti est situé à Helsinki dans le quartier de Pohjois-Pasila. L’activité de Posti est divisée en quatre groupes d’opérations commerciales. Le directeur du consortium est Heikki Malinen et le président d’administration est Arto Hiltunen. Le consortium employait en 2013 environ 27 253 personnes. L’entreprise intervient dans onze pays (Lettonie, Lituanie, Norvège, Pologne, Suède, Allemagne, Slovaquie, Finlande, Danemark, Russie et Estonie). 